# Jean Offredo
Pour les articles homonymes, voir Offredo.
Jean Offredo, né le 14 septembre 1944 à Stargard Szczeciński (Pologne) et mort d'une sclérose en plaques le 27 mars 2012 dans le 14e arrondissement de Paris,, est un journaliste et écrivain français. Il a présenté le Journal de 20 heures de TF1 de fin 1983 à mai 1984. Il était le vice-président du cercle Condorcet de Paris depuis 2004.

## Biographie
Jean Offredo est né à Stargard, en Pologne, dans un camp de travail, d'un père breton, Jean-Baptiste Offredo, chauffeur de taxi, et d'une mère polonaise, Kazimiera Jankowska,.
Diplômé de l'Institut d'études politiques de Paris, il suit une formation sur la langue et la littérature polonaise en Pologne.
Il est secrétaire du mouvement Objectif socialiste, fondé par Robert Buron de 1966 à 1973. Il rejoint comme son mentor, le Parti socialiste en 1971. Via l'intermédiaire de Robert Buron, et après une rencontre avec Georges Hourdin, il entre aux Publications de la Vie catholique (PVC) en 1970 où il est chargé des relations extérieures. Il effectue la promotion de divers titres comme Croissance des jeunes nations, qui s'intéresse à l'émergence du Tiers Monde. 
Il travaille à Antenne 2 en qualité  de reporter. Ce n'est qu'en novembre 1983 qu'il présente sur TF1 le 20 heures en tant que présentateur officiel, en remplacement de la présentation tricéphale Jean-Claude Narcy-Francine Buchi-Françoise Kramer. Puis il dirige des opérations spéciales (comme les élections présidentielles en Pologne). Il a présenté les JT de TF1 du matin du lundi au vendredi de 1987 à 1988 et du week-end de 1988 jusqu'en 1990 Bonjour la France et TF1 matin tous les matins de 1990 à 1994.
Fondateur des éditions Cana en 1978, il en sera le directeur littéraire de 2000 à 2008.  
Il a fait de la presse écrite durant plusieurs années (Témoignage chrétien, La Croix, Publications de la Vie catholique, Le Monde diplomatique…).
Il a écrit de nombreux ouvrages sur la Pologne, son pays de naissance, et sur le pape Jean-Paul II. Il a commenté l'élection de ce dernier sur Antenne 2, en 1978.
Il est enterré au cimetière de Vanves.

## Présentateur de télévision
- 1983-1984 : Journal de 20 heures (TF1)
- 1987-1990 : Bonjour la France, Bonjour l'Europe (TF1)
- 1990-1994 : TF1 Matin (TF1)

## Émissions pour la télévision
- Enfants du monde, Aux sources de l'Évangile (1995),
- Le Baptême de Clovis (1996).

## Récompenses et distinctions
- Officier des Arts et des Lettres
- Chevalier de l'ordre du Mérite agricole
- Chevalier de l'ordre du Mérite de la République italienne
- Officier de l'ordre du Mérite de la République de Pologne